# Kematen an der Ybbs
Kematen an der Ybbs là một thị trấn ở huyện Amstetten trong bang Niederösterreich ở nước Áo. Đô thị này có diện tích 11 km², dân số năm 2001 là 2484 người.